# لطیفپور
لطیفپور (به لاتین: Latifpur) یک منطقهٔ مسکونی در بنگلادش است که در ناحیه چیتاگونگ واقع شده‌است. لطیفپور ۹٬۹۰۱ نفر جمعیت دارد.